# Acacia merinthophora
Acacia merinthophora é uma espécie de leguminosa do gênero Acacia, pertencente à família Fabaceae.